# Xylota perarmata
Xylota perarmata är en tvåvingeart som beskrevs av Heikki Hippa 1985. Xylota perarmata ingår i släktet vedblomflugor, och familjen blomflugor.
Artens utbredningsområde är Kenya. Inga underarter finns listade i Catalogue of Life.